# ZBTB7A
ZBTB7A‏ (Zinc finger and BTB domain containing 7A) هوَ بروتين يُشَفر بواسطة جين ZBTB7A في الإنسان.